# Straßenbahn Reus–Salou

Eröffnungsfahrt des Carrilet 1887

Die Straßenbahn Reus–Salou (katalanisch Carrilet de Reus a Salou) war eine Dampfstraßenbahn in Spanien. Sie verband zwischen 1887 und 1975 die katalanische Stadt Reus mit dem Mittelmeerhafen in Salou. 1966 wurde die Bahn auf Dieselbetrieb umgestellt.

## Gründung

Aktie für eine projektierte Bahnlinie von Reus nach Salou (1866)

Sämtliche Waren aus dem Camp de Tarragona wurden traditionell über den Hafen von Salou verschifft. Nachdem Pläne für einen Kanal nach Salou nicht realisiert werden konnten, sollte mit der Bahn ein verbesserter Zugang zum Mittelmeer geschaffen werden. Dazu gründeten 800 Aktionäre 1883 die „Compañía Reusense de Tranvías“ (Straßenbahn-Gesellschaft von Reus).
Die Eröffnungsfahrt auf der 8,2 Kilometer langen kapspurigen Strecke fand am 23. Juni 1887 statt.
Obwohl es auch Passagierfahrten gab, spielte in der Anfangszeit der Güterverkehr die Hauptrolle. In den langsamen Güterzügen wurden örtliche Erzeugnisse wie Johannisbrotschoten, Getreide, Kartoffeln oder Salz, aber auch Kohle, Eisenwaren, Holz, Marmor oder Felle kostengünstig transportiert. Zwischen Reus und Salou gab es mehrere Haltepunkte. So wurde das Carrilet auch wichtig für die Bewohner der Höfe an der Strecke.

## Strandbahn

Am Linienende in Reus konnte die Lokomotive des Carrilet umgesetzt werden (1910)

Das Carrilet fährt in den Bahnhof von Salou ein (1901)

Schon früh bekam die Bahn eine gewisse touristische Bedeutung. Wer es sich leisten konnte, hatte ein Ferienhaus nahe dem Meer und nutzte die Bahn. Aber auch die Strandgäste fuhren am Wochenende mit der vollbesetzten Bahn in zwanzig Minuten von Reus nach Salou. So wurde Salou zum „Strand von Reus“.

## Bahnhöfe
In Reus befand sich der Bahnhof am südlichen Stadtrand an der Straße nach Salou. Er besaß Bahnsteige für Fahrgäste und den Güterumschlag. Ein Betriebshof war angeschlossen. Am ehemaligen Standort des Bahnhofs befindet sich heute ein Denkmal mit einer historischen Lokomotive.
Der ehemalige Bahnhof des Carrilet in Salou befindet sich neben dem aktuellen Bahnhof der RENFE. Auch dort steht eine historische Lokomotive. Heute ist das Bahnhofsgebäude von Salou ein Seniorenheim.

## Niedergang
Nach der Jahrhundertwende wurde der Hafen von Tarragona ausgebaut und der Hafen von Salou verlor an Bedeutung. Außerdem bot die Straße, die Reus mit Tarragona verband, die besten Bedingungen. Sie verlief auf direktem Wege und besaß seit den Carlistenkriegen einen festen Belag. Allmählich verlagerte sich der Gütertransport zum Hafen von Tarragona.
Um die Bahn aufzuwerten, wurde in den 1950er Jahren ein Plan entwickelt, sie unterirdisch in die Innenstadt von Reus bis zur Plaça de Prim zu führen. Die Dampfbahn sollte durch einen elektrischen Betrieb ersetzt werden. Dies wurde aber nicht umgesetzt, ebenso die weitere Verlängerung zum damaligen Nordbahnhof, von dem die Züge nach Lleida fuhren. Der Ausgangsbahnhof des Carrilet blieb am südlichen Rand der Innenstadt.
Bis Ende der 1960er Jahre war das Carrilet das einzige öffentliche Verkehrsmittel zwischen Reus und Salou. Mit der Einrichtung von Omnibuslinien und dem Aufkommen des Individualverkehrs verlor die Bahn endgültig ihre Bedeutung. Die Motorisierung der Gesellschaft war so weit vorangeschritten, dass ein Ausbau der parallel verlaufenden Straße zur Schnellstraße erforderlich wurde. Für das Carrilet blieb kein Platz mehr. Die letzte Fahrt der Bahn fand am 10. Oktober 1975 statt.